# Madurodam

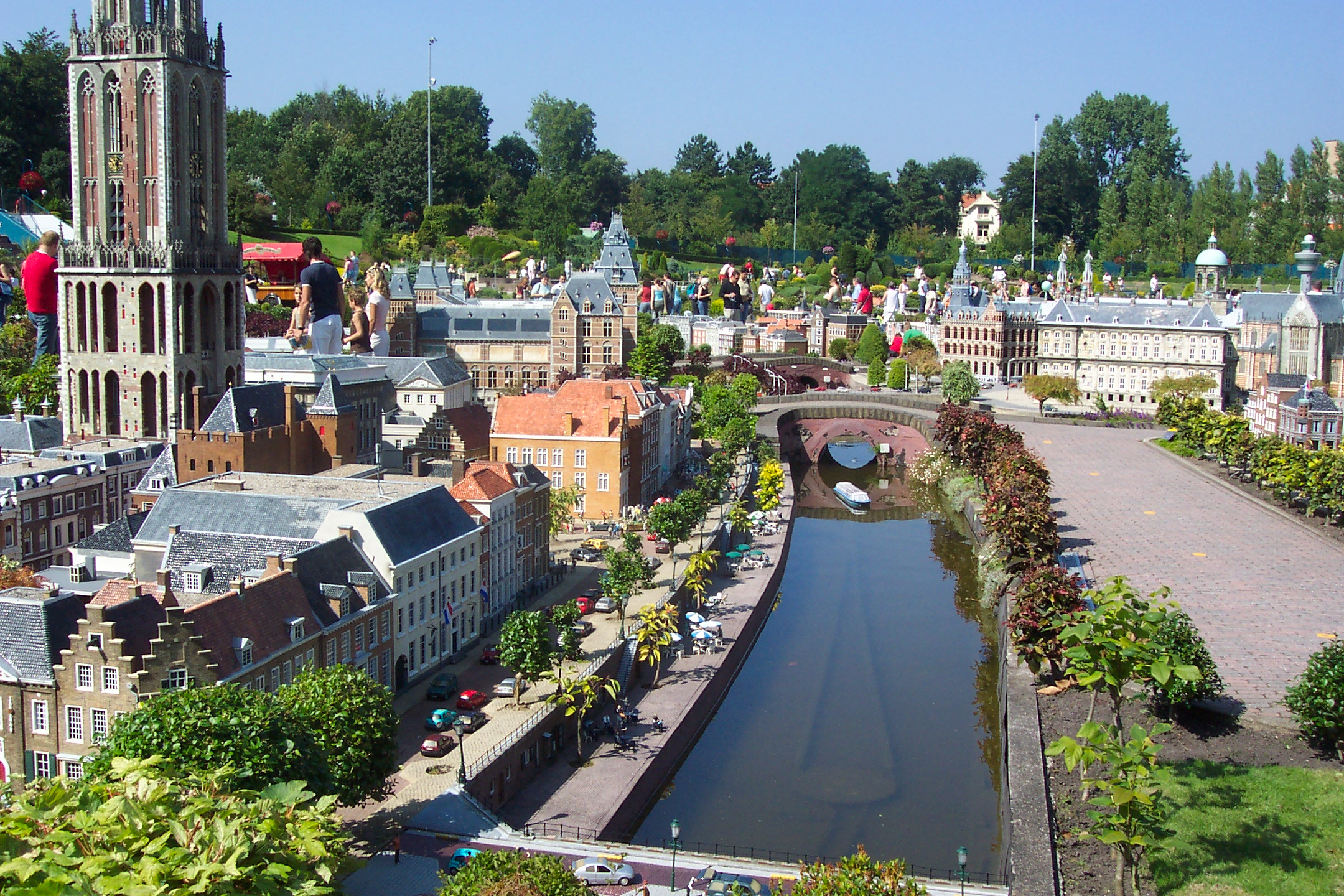
Bairro de Utrecht em Madurodam

Madurodam é uma cidade em miniatura localizada em Scheveningen, Haia, nos Países Baixos. É um modelo de uma cidade neerlandesa numa escala de 1:25, composto de marcos da arquite(c)tura neerlandesa, que são encontradas em várias localidades no país. Madurodam foi construída em 1952 com dinheiro doado pela família Maduro em homenagem ao seu filho George Maduro, que morreu lutando contra a ocupação nazista dos Países Baixos.
A cidade miniatura Madurodam, famosa no mundo inteiro, é um lugar excelente para conhecer todos os apogeus arquitetónicos dos Países Baixos. As casas típicas ao longo dos canais em Amsterdão, o mercado dos queijos em Alkmaar, o Palácio Real na praça de Dam, o Rijksmuseum, a torre da catedral de Utrecht, e uma parte das obras hidráulicas, as Obras do Projeto Delta. Tudo a que a Holanda deve a sua fama se encontra representado nos seus mais ínfimos pormenores numa escala 1:25, e situado em belíssimos jardins. 
Madurodam está em pleno movimento. Os moinhos de vento giram, as lanchas panorâmicas fazem passeios pelos canais, está a ser apagado um incêndio no porto, os comboios mais modernos percorrem toda a cidade pelo maior caminho de ferro miniatura do mundo.
A loja acolhedora oferece uma grande variedade de produtos tipicamente 
holandeses e bonitas lembranças. 
Uma visita à praia vizinha e ao bulevar de Scheveningen pode-se combinar perfeitamente com uma visita a Madurodam.